# Souad Yaacoubi
Souad Yaacoubi là Bộ trưởng Bộ Y tế Công cộng ở Tunisia vào năm 1983. Bà là người phụ nữ đầu tiên đảm nhiệm chức vụ này.